# 4370 Dickens
4370 Dickens је астероид главног астероидног појаса чија средња удаљеност од Сунца износи 2,196 астрономских јединица (АЈ).
Апсолутна магнитуда астероида је 14,5.